# Nicolás Mejía
Nicolás Mejía (Bogotá, 11 de febrero de 2000) es un tenista colombiano.
Mejía alcanzó la posición No. 228 en singles en el Ranking ATP el 17 de abril de 2023 y la posición No. 153 en dobles el 7  De noviembre de 2022. Representa a Colombia en la Copa Davis, donde tiene un registro de victorias y derrotas de 0–1. En los Juegos Olímpicos de la Juventud de Buenos Aires 2018 ganó una medalla de plata en categoría dobles junto con su compatriota María Camila Osorio Serrano.

## Títulos ATP Challenger (6; 2+4)

### Individuales (2)
| No. | Fecha               | Torneo          | Superficie    | Oponente en la final | Resultado          |
| --- | ------------------- | --------------- | ------------- | -------------------- | ------------------ |
| 1.  | 31 de marzo de 2024 | San Luis Potosí | Tierra batida | Matías Soto          | 6-1, 5-7, 6-2      |
| 2.  | 27 de abril de 2025 | Savannah        | Tierra batida | Liam Draxl           | 2-6, 6-2, 7-6(7-3) |

### Finalista (3)
| No. | Fecha               | Torneo    | Superficie    | Oponente en la final       | Resultado      |
| --- | ------------------- | --------- | ------------- | -------------------------- | -------------- |
| 1.  | 26 de abril de 2021 | Salinas   | Dura          | Nicolás Jarry              | 76-7, 1-6      |
| 2.  | 13 de junio de 2021 | Orlando 2 | Dura          | Christopher Eubanks        | 6-2, 36-7, 4-6 |
| 3.  | 14 de abril de 2024 | Morelos   | Tierra Batida | Giovanni Mpetshi Perricard | 5-7, 5-7       |

### Dobles (2)
| No. | Fecha              | Torneo   | Superficie    | Pareja          | Oponentes en la final             | Resultado        |
| --- | ------------------ | -------- | ------------- | --------------- | --------------------------------- | ---------------- |
| 1.  | 14 de mayo de 2022 | Coquimbo | Tierra batida | Guillermo Durán | Diego Hidalgo Cristian Rodríguez  | 6-4, 1-6, [10-7] |
| 2.  | 9 de julio de 2022 | Bogotá   | Tierra batida | Andrés Urrea    | Gonzalo Villanueva Ignacio Monzón | 6-3, 6-4         |

### Finalista (2)
| No. | Fecha               | Torneo  | Superficie | Pareja              | Oponentes en la final               | Resultado |
| --- | ------------------- | ------- | ---------- | ------------------- | ----------------------------------- | --------- |
| 1.  | 15 de enero de 2022 | Forli 2 | Dura (i)   | Alexander Ritschard | Sadio Doumbia Fabien Reboul         | 2-6, 3-6  |
| 2.  | 30 de abril de 2022 | Morelos | Dura       | Roberto Quiroz      | JC Aragone Adrián Menéndez-Maceiras | 6-7, 2-6  |

## Títulos de Grand Slam Junior

### Dobles: 0-1
| Resultado | Año  | Torneo    | Superficie | Compañero     | Oponentes                | Marcador      |
| --------- | ---- | --------- | ---------- | ------------- | ------------------------ | ------------- |
| Finalista | 2018 | Wimbledon | Césped     | Ondřej Štyler | Otto Virtanen Yankı Erel | 6–7(5–7), 4–6 |